# Betoning (signal)
 For alternative betydninger, se Betoning (flertydig). (Se også artikler, som begynder med Betoning)
Inden for signalbehandling er forbetoning en teknik til at beskytte mod forventet støj. Ideen er at forstærke (og dermed forvrænge) det frekvensområde, der er mest modtageligt for støj på forhånd, så der efter en støjende proces (transmission over kabel, båndoptagelse, radiokommunikation...) kan bibeholdes mere information fra det frekvensområde. Fjernelse af forvrængning forårsaget af forbetoning kaldes efterbetoning, hvilket får outputtet til at gengive det originale input nøjagtigt. Efterbetoning bliver også kaldt korrektion eller udligning.
Forbetoning og efterbetoning kaldes under et for signalbetoning eller betoning.
Standardbaserede signalbetoning er almindeligt anvendt i FM-udsendelser og vinylplader (fx RIAA-forstærker). Fx kan højfrekvente signalkomponenter fremhæves for at frembringe et mere lige FM-modulationsindeks for et transmitteret frekvensspektrum og derfor et bedre signal-støj-forhold for hele frekvensområdet.
Anvendte parametre ved forbetoning:
|                      |                         | Dæmpning af bas                                                                                        | Dæmpning af bas   | Fremhævning af diskant                                                                                                   | Fremhævning af diskant                 |
| Tidskonstant         | Overgangsfrekvens       | Tidskonstant                                                                                           | Overgangsfrekvens | |                                        |
| -------------------- | ----------------------- | --- | ----------------- | --- | -------------------------------------- |
| FM-radio1            | FM-radio1               | |                   | Europa: τ1 = 50 µs Nordamerika: τ1 = 75 µs                                                                               | Europa: 3,18 kHz Nordamerika: 2,12 kHz |
| Grammofonplader      | Grammofonplader         | τ2 = 318 µs τ3 = 3180 µs (Fremhævelse af den laveste bas)                                              | 0,50 kHz 0,05 kHz | τ1 = 75 µs | 2,12 kHz                               |
| CD'ere2              | CD'ere2                 | |                   | τ1 = 50 µs τ2 = 15 µs (Dæmpning af den øverste diskant)                                                                  | 3,18 kHz 10,61 kHz                     |
| Kassettebåndoptagere | Kassettebåndoptagere    | τ2 = 3180 µs (Fremhævelse af den laveste bas)                                                          | 0,05 kHz          | Dæmpning: IEC I-bånd (Fe3O4; ferro): τ1 = 120 µs IEC II/III/IV-bånd (hhv. CrO2; chrome, ferro-chrome, metal): τ1 = 70 µs | 1,33 kHz 2,27 kHz                      |
| Spolebåndoptagere    | Båndhastighed 4,76 cm/s | τ2 = 3180 µs (Fremhævelse af den laveste bas; Hjemmestudioapparater)                                   | 0,05 kHz          | Dæmpning: IEC I-bånd: τ1 = 120 µs                                                                                        | 1,33 kHz                               |
| Spolebåndoptagere    | Båndhastighed 9,5 cm/s  | τ2 = 3180 µs (Fremhævelse af den laveste bas; Hjemmestudioapparater)                                   | 0,05 kHz          | Dæmpning: IEC I-bånd: τ1 = 90 µs IEC II-bånd: τ1 = 50 µs                                                                 | 1,77 kHz 3,18 kHz                      |
| Spolebåndoptagere    | Båndhastighed 19 cm/s   | τ2 = 3180 µs (Hjemmestudioapparat; Fremhævelse af den laveste bas); uden fremhævelse (Studioapparater) | 0,05 kHz          | Dæmpning: IEC I-bånd: τ1 = 50 eller 70 µs IEC II-bånd: τ1 = 35 µs                                                        | 3,18 eller 2,27 kHz 4,55 kHz           |

Bemærkninger:
1. Den anvendte ITU-R (verden incl. Europa og Danmark, excl. Nordamerika og Japan) tidskonstant gør at signal-støj-forholdet forbedres 13 dB.
2. Der er en statusbit som indikerer om der skal anvendes efterbetoning. På de fleste CD'eres lyd, er der ikke anvendt forbetoning.